# Crocicreas pallidum
Crocicreas pallidum är en svampart som först beskrevs av Josef Velenovský, och fick sitt nu gällande namn av S.E. Carp. 1980. Crocicreas pallidum ingår i släktet Crocicreas och familjen Helotiaceae.  Arten är reproducerande i Sverige. Inga underarter finns listade i Catalogue of Life.